# HowLongToBeat
HowLongToBeat ist eine englischsprachige Internetseite, die von Ziff Davis betrieben wird. Sie ist eine Datenbank, in der Zeiten gesammelt werden, die im Durchschnitt benötigt werden, um ein bestimmtes Videospiel zu beenden. Die Seite nutzt für die errechneten Zeiten Daten, die registrierte Nutzer auf der Seite hochladen können. Sie geben dort an, wie lange sie selbst für das Spiel gebraucht haben.
So ist unter anderem möglich, einzusehen, wie lange es braucht, nur die Hauptmission oder das Spiel inklusiver aller Nebenmissionen o. ä. durchzuspielen. Des Weiteren beinhaltet die Seite ein Forum und Beschreibungen zur Story der einzelnen Spiele.

## Integrationen
2022 wurde HowLongToBeat von Microsoft in die Xbox-App eingebunden. Seitdem ist es möglich, die benötigte Spieldauer direkt dort einzusehen. Seit Version 2.5 des Heroic Games Launcher ist dort ebenfalls eine Spieldaueranzeige auf Datenbasis von HowLongToBeat integriert.